# Janni Thomsen
Janni Bøgild Thomsen (Kjellerup, 16 febbraio 2000) è una calciatrice danese, difensore dello Utah Royals e centrocampista della nazionale danese.

## Carriera

### Nazionale
Thomsen inizia ad essere convocata dalla federazione calcistica della Danimarca (Dansk Boldspil Union - DBU) dal 2015, vestendo le maglie delle nazionali giovanili a partire dalla formazione Under-16, con la quale ha disputato fino al 2016 otto incontri tra tornei amichevoli e Nordic Cup, segnando 2 reti.
Dal 2016 viene chiamata dal tecnico Danny Jung nella Under-17, in occasione delle qualificazioni all'Europeo della Repubblica Ceca 2017. Jung, oltre a quattro amichevoli dove Thomsen va a segno nella seconda partita della doppia amichevole del 12 e 14 febbraio 2017 con le pari età del Belgio, la impiega in tutti i sei incontri delle due fasi di qualificazione, condividendo con le compagne il primo posto nella prima fase ma fallendo l'accesso alla finale classificandosi al secondo posto della fase élite dietro la Norvegia.
Nel 2018 il responsabile della formazione Under-19 Søren Randa-Boldt la convoca per il Torneo di La Manga di quell'anno, facendo il suo esordio il 2 marzo nell'incontro perso 4-0 con i Paesi Bassi e giocando due degli incontri in programma. Giudicando positivo il suo apporto alla squadra, Randa-Boldt continua a concederle fiducia inserendola in rosa con la formazione che disputa la fase élite delle qualificazioni all'Europeo di Svizzera 2018, dove scende in campo in tutti i tre incontri siglando complessivamente tre reti, aprendo le marcature negli incontri con Portogallo, fissando anche il risultato sul 4-1, e Serbia. Condivide con le compagne la conquista, da imbattuta, del primo posto nel girone 6 e di conseguenza l'accesso alla fase finale per la settima volta, compresi gli iniziali tornei riservati alle Under-18, per la nazionale giovanile danese. Qui, dopo aver chiuso al primo posto il gruppo B grazie alla migliore differenza reti (6 punti assieme a Germania e Paesi Bassi) la sua nazionale si deve arrendere alle tedesche in semifinale.
Convocata dal 2019 in Under-23, già da fine dello stesso anno è stata convocata nella nazionale maggiore dal commissario tecnico Lars Søndergaard, ma per l'esordio ha dovuto aspettare il 4 marzo 2020, giorno della sfida di Algarve Cup contro la Norvegia a Parchal, persa per 2-1. Durante il torneo sigla anche la sua prima rete con la nazionale maggiore, quella del parziale 2-0 nella finale per il quinto posto dove la Danimarca si impone sulle avversarie del Belgio per 4-0.

## Palmarès

### Club
- Campionato norvegese: 3

Vålerenga: 2020, 2023, 2024
- Coppa di Norvegia: 3

Vålerenga: 2020, 2021, 2024